# Dood van René Steegmans
De dood van René Steegmans  (Nijmegen, 1 januari 1980 – aldaar, 24 oktober 2002) was het gevolg van een geweldsmisdrijf dat plaatsvond in de Nederlandse stad Venlo op 22 oktober 2002.
Steegmans sprak twee jongens aan die met hun scooter rakelings langs een oude vrouw scheurden op de parkeerplaats van supermarkt Jan Linders. Volgens getuigen vroeg hij om enig respect voor ouderen. De achttienjarige mannen Khalid L. en Sylvio R. richtten hun woede op Steegmans en sloegen en schopten hem meerdere malen. Omstanders die het zagen gebeuren, grepen niet in. Steegmans werd met zwaar hersenletsel opgenomen in het Radboud Ziekenhuis in Nijmegen, waar hij twee dagen later overleed.
Op de avond van een stille tocht ter nagedachtenis van deze gebeurtenis zorgden opmerkingen van de ouders van Khalid dat hun zoon slechts een "instrument was dat de wil van Allah uitvoerde" voor grote beroering, ook in de Marokkaanse gemeenschap. Na druk van de plaatselijke imam boden de ouders later excuses aan voor deze opmerking.
Khalid L. werd als hoofddader gezien en werd veroordeeld tot acht jaar cel en tbs met bevel tot dwangverpleging. Sylvio R. zou niet zelf hebben meegevochten en Khalid alleen hebben aangemoedigd. Hij kreeg twaalf maanden jeugddetentie waarvan zes voorwaardelijk. De gewelddadige dood van Steegmans in combinatie met de etnische achtergrond van de daders wakkerden de discussies over integratie en het bestraffen van zinloos geweld aan.